# Il Trespolo tutore
Il Trespolo tutore è una commedia per musica in tre atti di Alessandro Stradella su libretto di Giovanni Cosimo Villifranchi tratto dalla commedia Amore è veleno e medicina degl’intelletti o vero Trespolo tutore di Giovanni Battista Ricciardi. Fu eseguita per la prima volta al Teatro del Falcone di Genova il 30 o 31 gennaio 1679. Fu poi ripresa a Modena nel 1686 al Teatro Fontanelli. È considerata una delle prime opere comiche italiane.

Lo stesso libretto, con qualche variante, era stato già messo in musica da Bernardo Pasquini nell'opera Il Trespolo tutore, andata in scena a Roma nel carnevale 1677 in un teatro al Corso gestito da Gian Lorenzo Bernini.

La partitura dell'opera è conservata presso la Biblioteca Estense Universitaria di Modena.

## Cast della prima
| Ruolo     | Interprete                    |
| --------- | ----------------------------- |
| Trespolo  | Giovanni Battista Petriccioli |
| Artemisia | Caterina Angela Botteghi      |
| Ciro      | Marcantonio Orrigoni          |
| Nino      | Francesco Vallerini           |
| Simona    | Francesco Guerra              |
| Despina   | Annuccia                      |

## Trama
Artemisia è innamorata del suo tutore Trespolo, un uomo troppo ottuso per rendersene conto, il quale è a sua volta innamorato della scaltra serva Despina. Due fratelli, Ciro e Nino, sono innamorati di Artemisia; il primo finisce per impazzire a causa dell'amore, mentre l'altro, che è pazzo, guarisce per lo stesso motivo. La trama diventa sempre più complicata: Trespolo, non comprendendo le dichiarazioni d'amore di Artemisia, suppone che la giovane sia innamorata del pazzo Ciro, poi del savio Nino e, infine, addirittura della vecchia balia Simona arrivando a proporle di sposare Artemisia. Alla fine, dopo un crescendo di fraintendimenti dall'effetto comico, la commedia si risolve quando Artemisia si decide di colpo a sposare Ciro, così che Trespolo finisce per unirsi in matrimonio a Despina.

## Discografia
1. Il Trespolo Tutore - 3CD Prima registrazione integrale - Ensemble Mare Nostrum, dir. Andrea De Carlo - Riccardo Novaro, Roberta Mameli, Rafał Romkiewicz, Silvia Frigato, Luca Cervoni, Paola Valentina Molinari - 2020, ARCANA 475
2. Il Trespolo Tutore - DVD - dir. Andrea De Carlo, reg. Paweł Pazta - The Period Instrument Orchestra of the Interdipartimental Unit of Early Music of the Fryderyk Chopin University of Music - 2018, Dux Recording 8512